# Théâtre Saint-Marcel
Le théâtre Saint-Marcel est une ancienne salle de spectacles parisienne située 31 rue Pascal, dans le quartier Saint-Marcel.

## Historiographie
Un arrêté du ministre de l’Intérieur, datant du 1er avril 1837, a accordé par privilège aux artistes dramatiques Perrin et Charlet, l’autorisation de construire un théâtre dans la rue Pascal, à l’effet d’y représenter des drames et des vaudevilles.
L’emplacement choisi était d’une superficie de 904 m2. Les travaux, commencés à la fin de 1837, ont été achevés un an après, et l’ouverture a eu lieu le 23 décembre 1838.
Due aux architectes Ed. Lussy et Maurice Allard, la salle avait 13 m de largeur, 12 m de profondeur et 13 m de hauteur. Sa décoration rappelait le style mauresque. Le théâtre proprement dit comptait 16 m de large sur 10 de profondeur, et sa charpente était toute en fer.
Située dans un quartier excentré et populeux, la salle Saint-Marcel a éprouvé de nombreuses vicissitudes, faute de subventions des autorités supérieures. Perrin et Charlet devaient jouer le drame et le vaudeville dans cette salle tant de fois ouverte et fermée, tant le quartier y amenait peu de spectateurs. À la fin de sa carrière, Bocage y passait en revue son répertoire devant ses vieux amis, qui allaient l’entendre les dimanches, jeudis et jours de fête. 
Lors du percement du boulevard de Port-Royal, décrété le 17 octobre 1857, la continuation du boulevard du Montparnasse jusqu’au boulevard de l’Hôpital, a rendu nécessaire l’expropriation de la salle Saint-Marcel et la destruction de l’ilot l’abritant.